# Skepp o' skoj

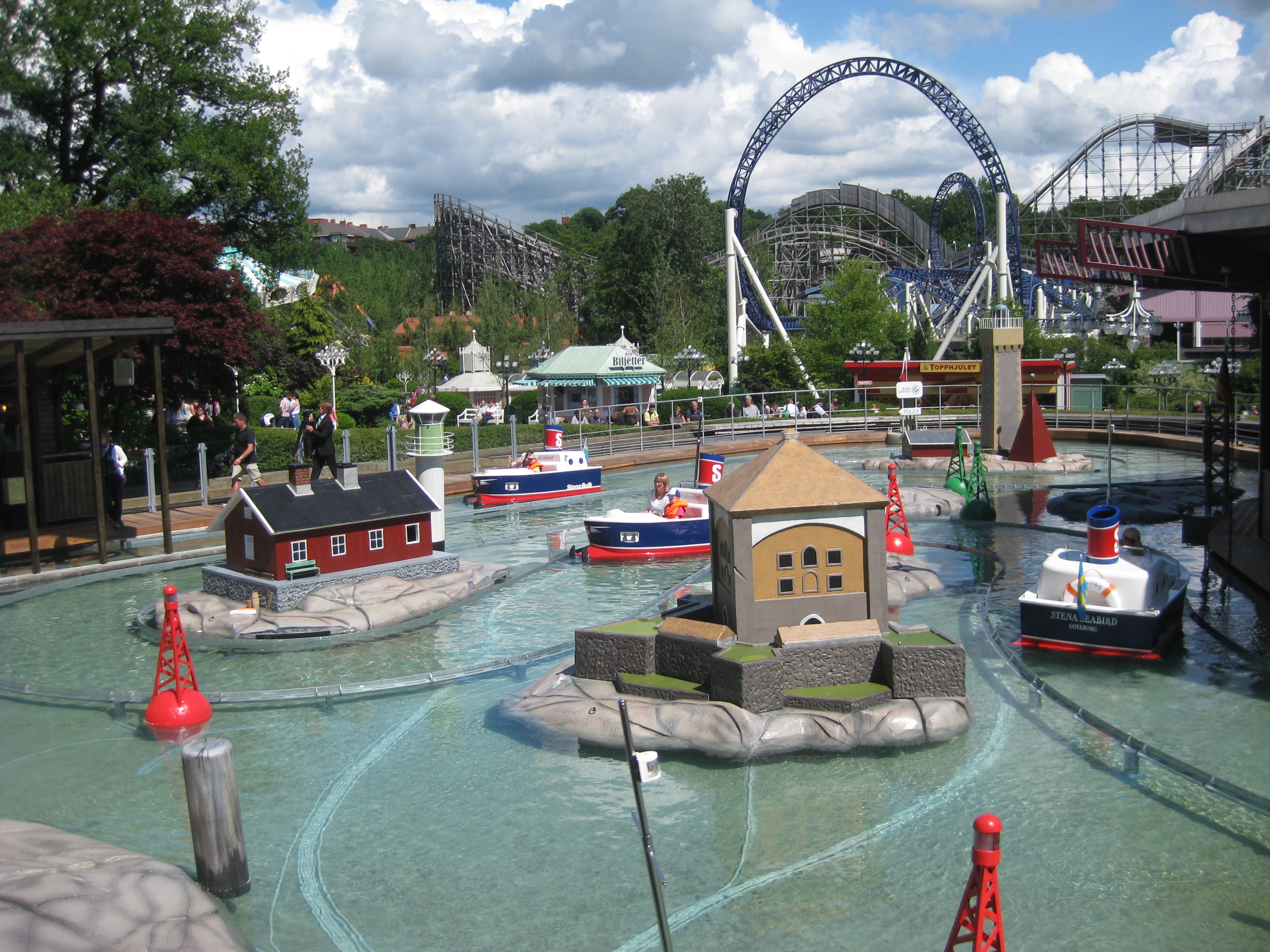
Tre båtar på tur bland attraktionens scenografi i juni 2012.

Skepp o' skoj är en åkattraktion på nöjesfältet Liseberg i Göteborg som invigdes 27 juni 2012. Attraktionen är ett samarbete mellan Liseberg och Stena Line, och båtarna är utformade som små Stenabåtar.
Attraktionen består av tio båtar som åker mellan två metallskenor i en stor bassäng. Skenorna är fästa i bassängens botten och leder båtarna runt banan. Båtarna är utrustade med ratt, gaspedal och en inbyggd motor, och båtarna går att styra till viss del, även om de håller sig mellan skenorna. Miljön som båtarna åker runt i är inspirerad av Göteborgs hamn och skärgård, med modeller av Älvsborgs fästning, Eriksbergs bockkran, bojar, fyrar och vindkraftverk. De åkande barnen får ha på sig flytväst och efter åkturen fotograferas de av en automat som sedan skriver ut ett "förarbevis" i form av ett plastkort.

## Barnbåtarna
I den bassäng där Skepp o' skoj ligger idag låg tidigare Barnbåtarna. De hade många likheter med Skepp o'skoj, men kunde styras fritt i bassängen, som inte hade några öar eller scenografi. Barnbåtarna stängdes 2011 för att ge plats åt Skepp o' skoj.

## Bilder
- Wikimedia Commons har media som rör Skepp o' skoj.

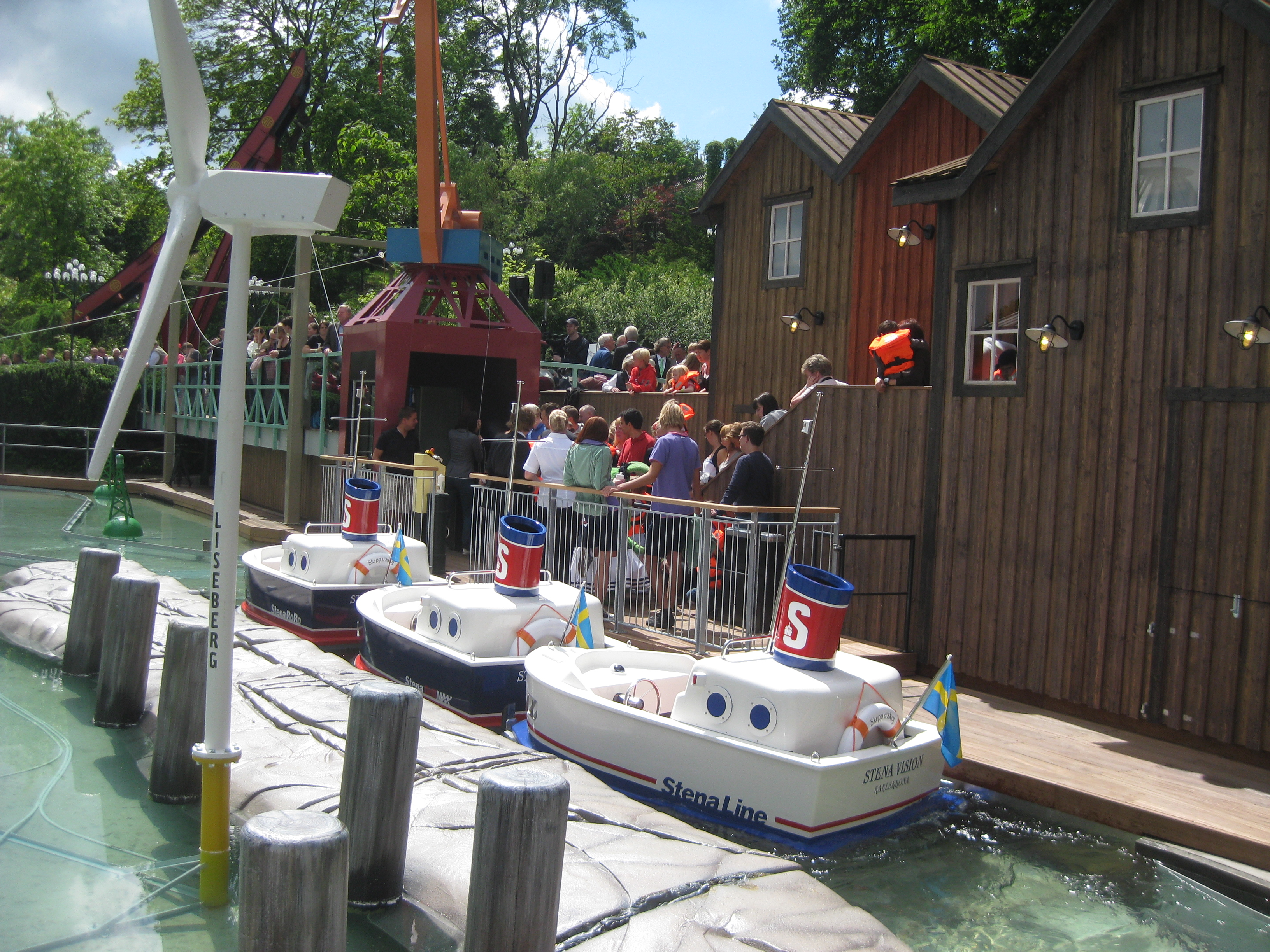
Båtar i kö vid påstigningen
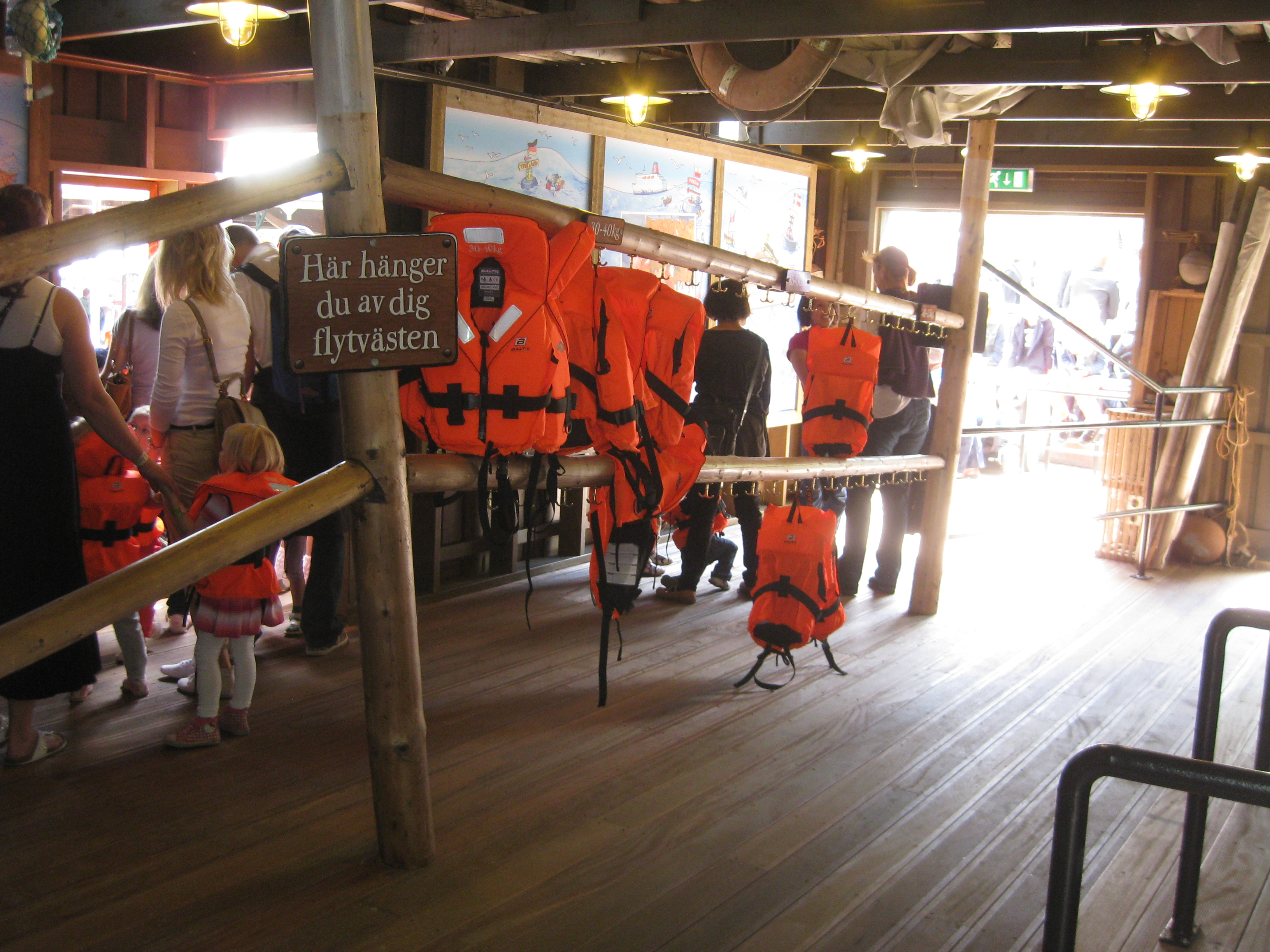
Innan åkturen börjar får barnen ta på sig flytväst
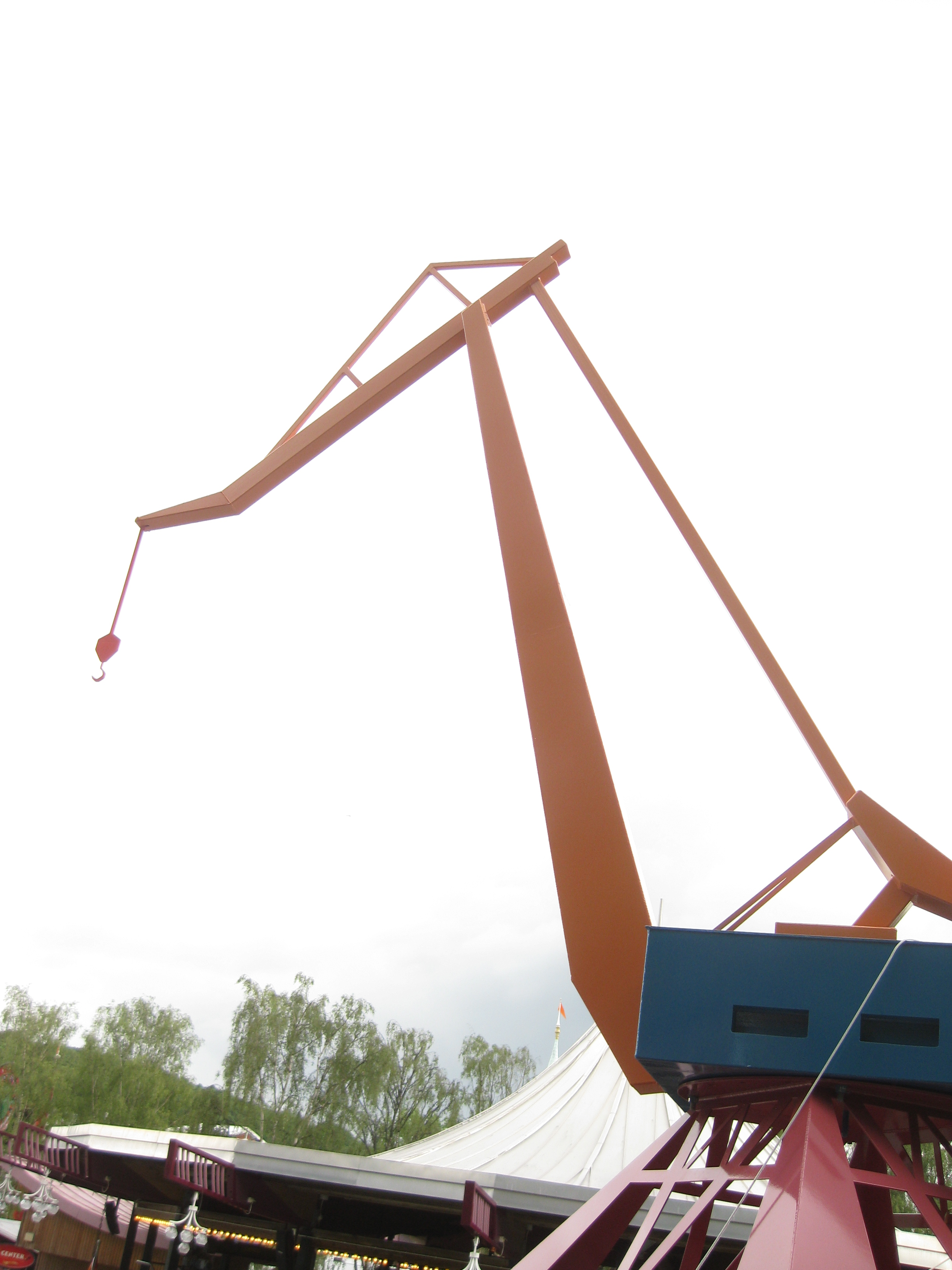
En modell av en typisk Göteborgskran
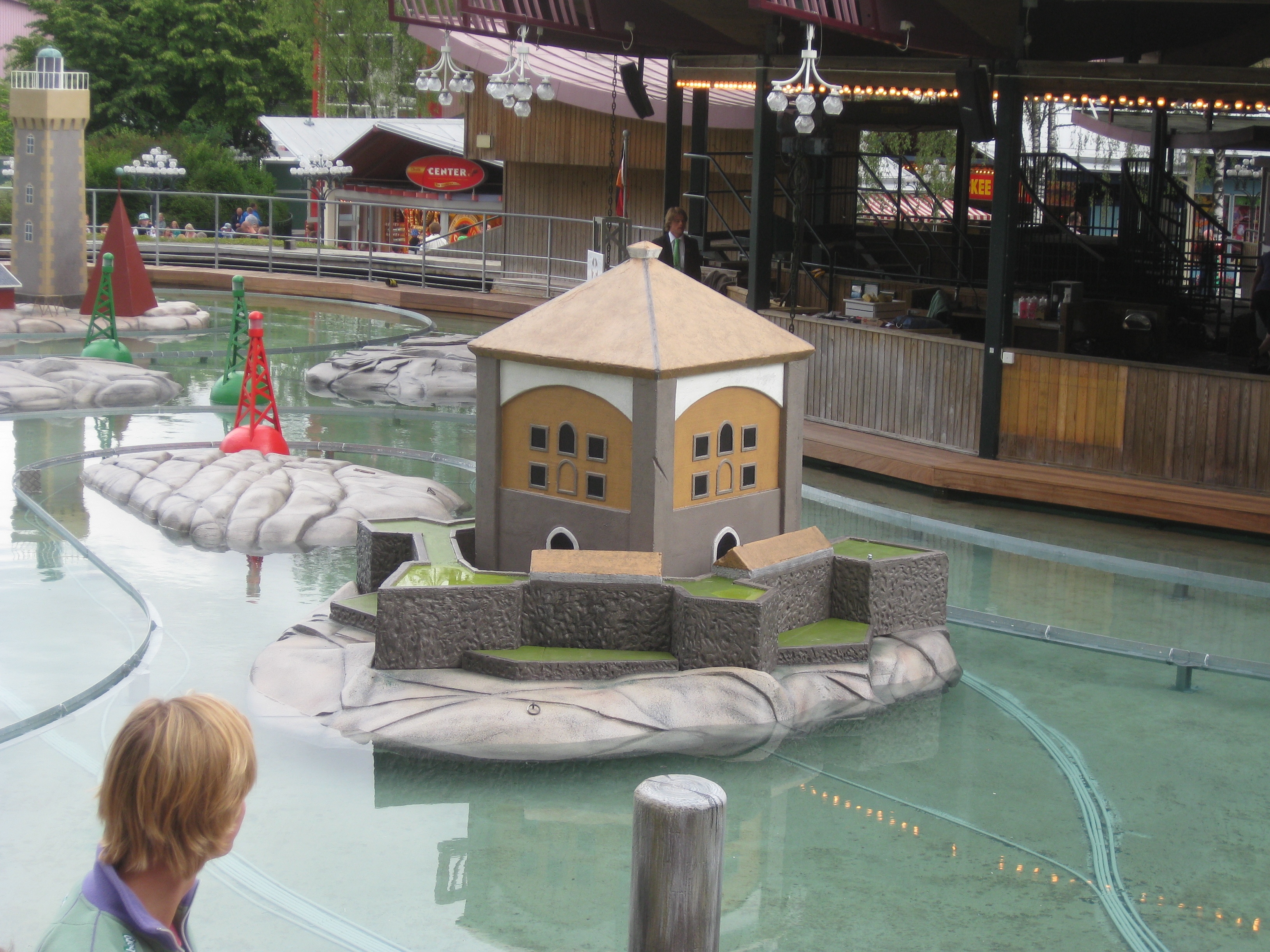
Modell av Nya Älvsborg
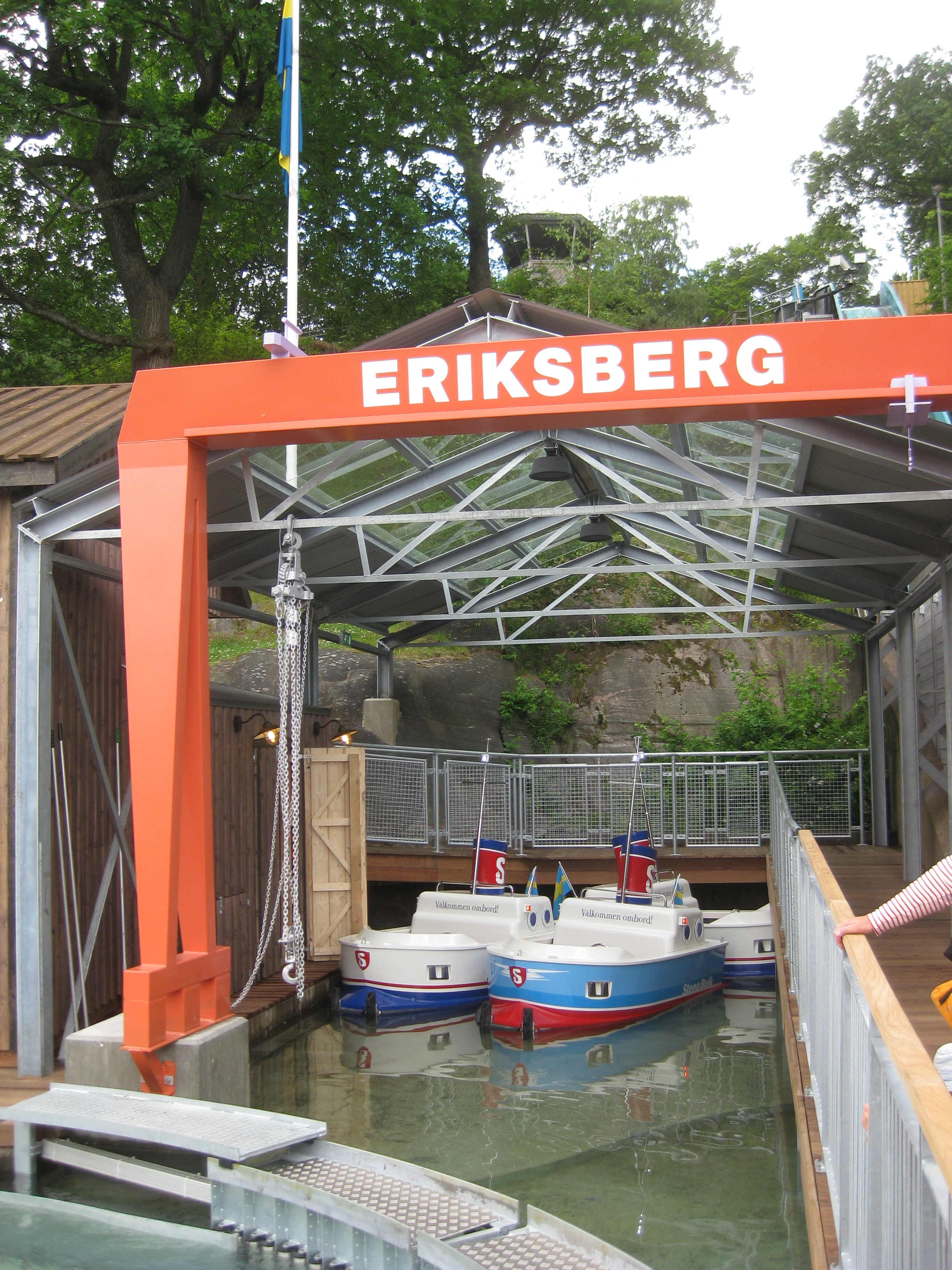
Parkerade båtar under en modell av Eriksbergs bockkran
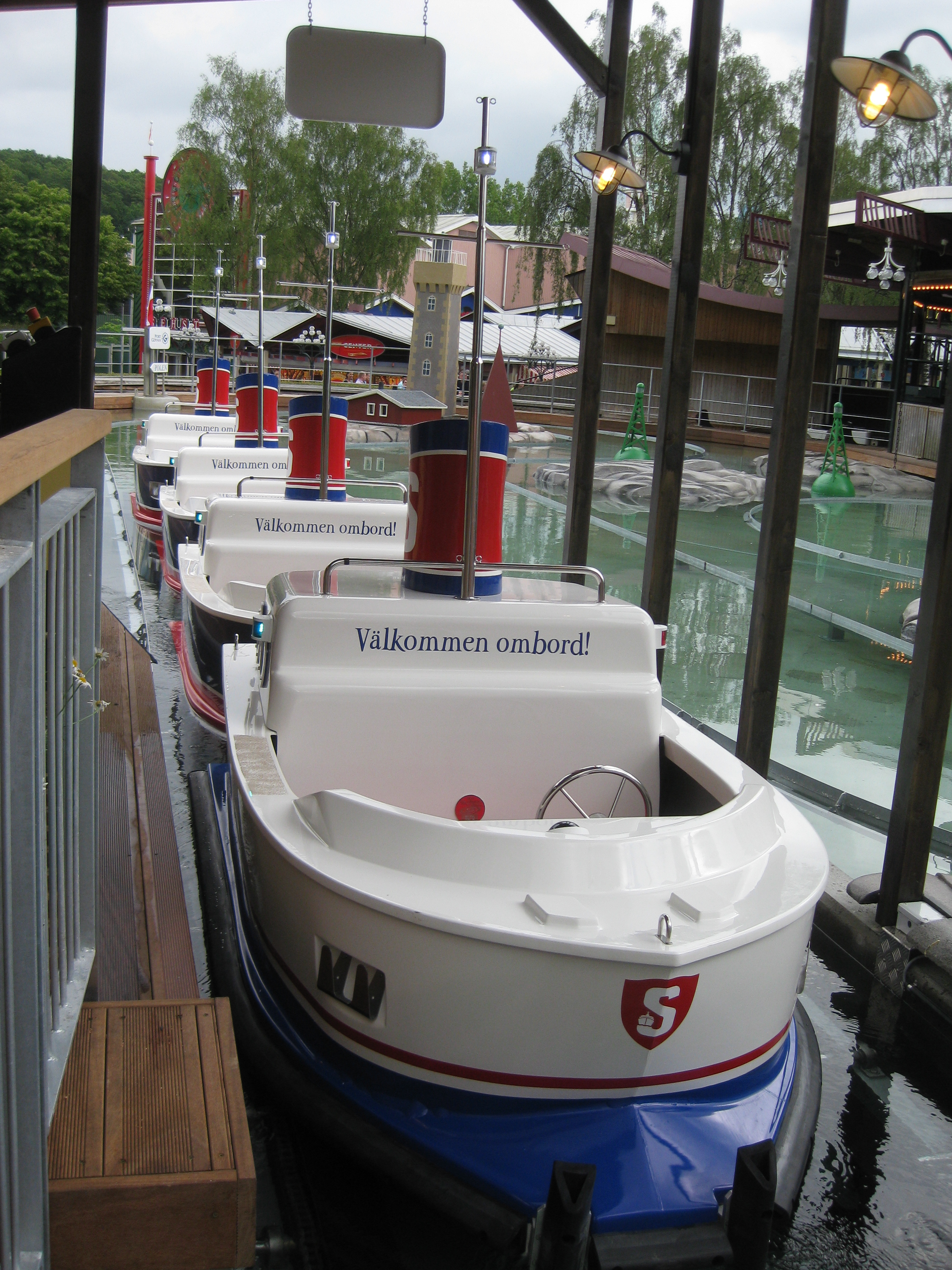
Båtar vid avstigningsplattformen
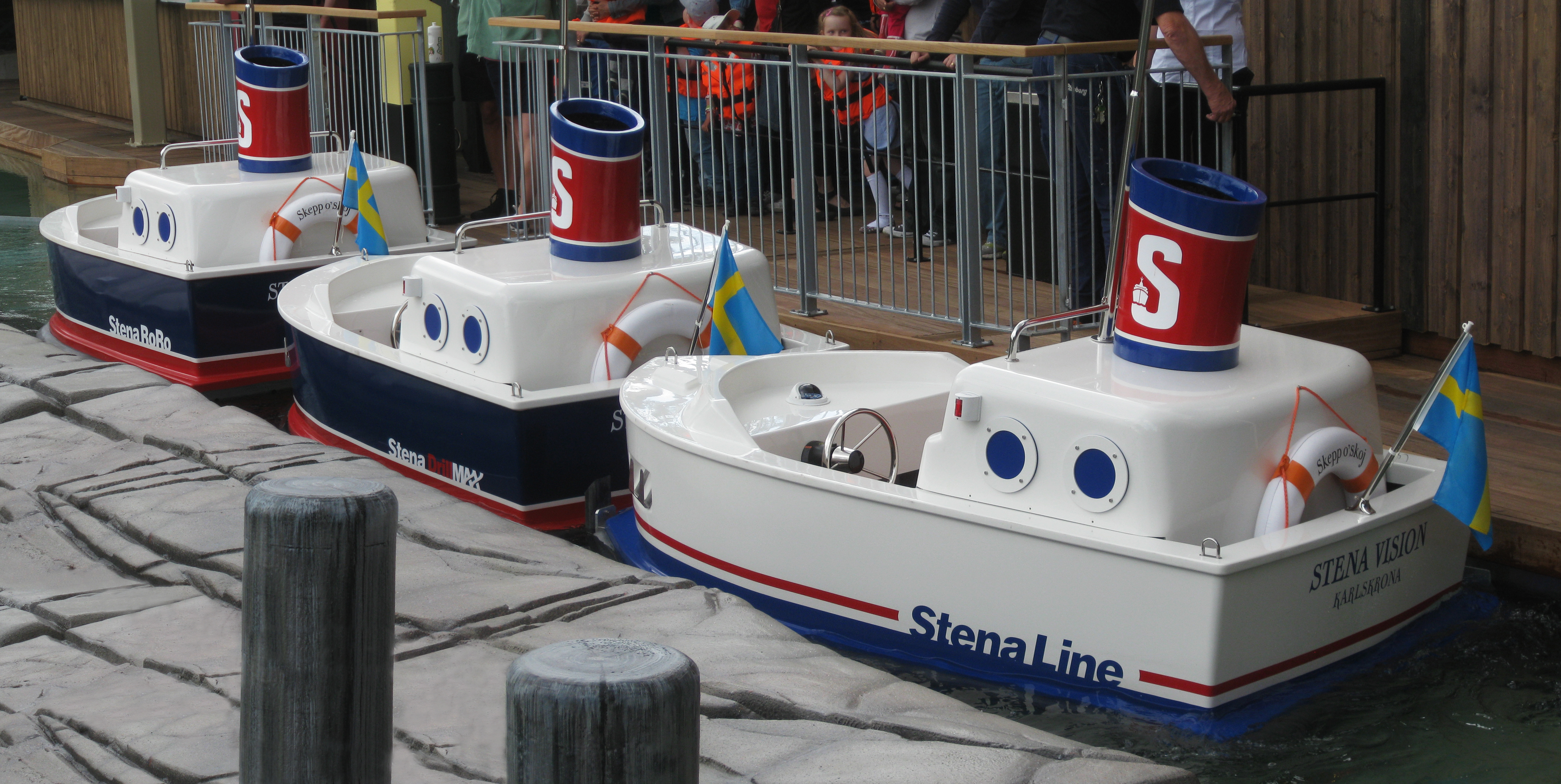
Båtar i kö vid påstigningsplattformen
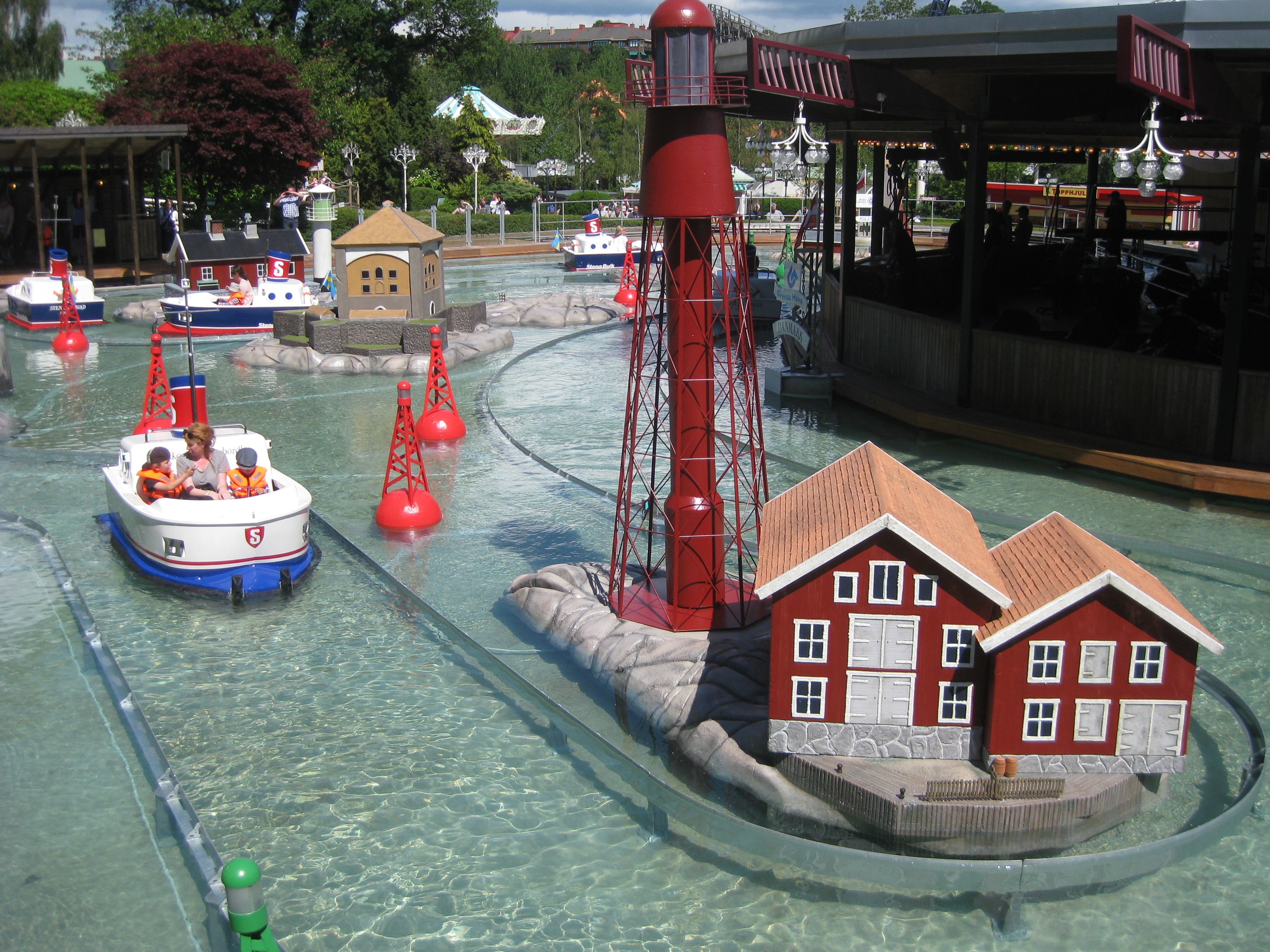
En båt på väg att runda modellen av fyren Pater Noster
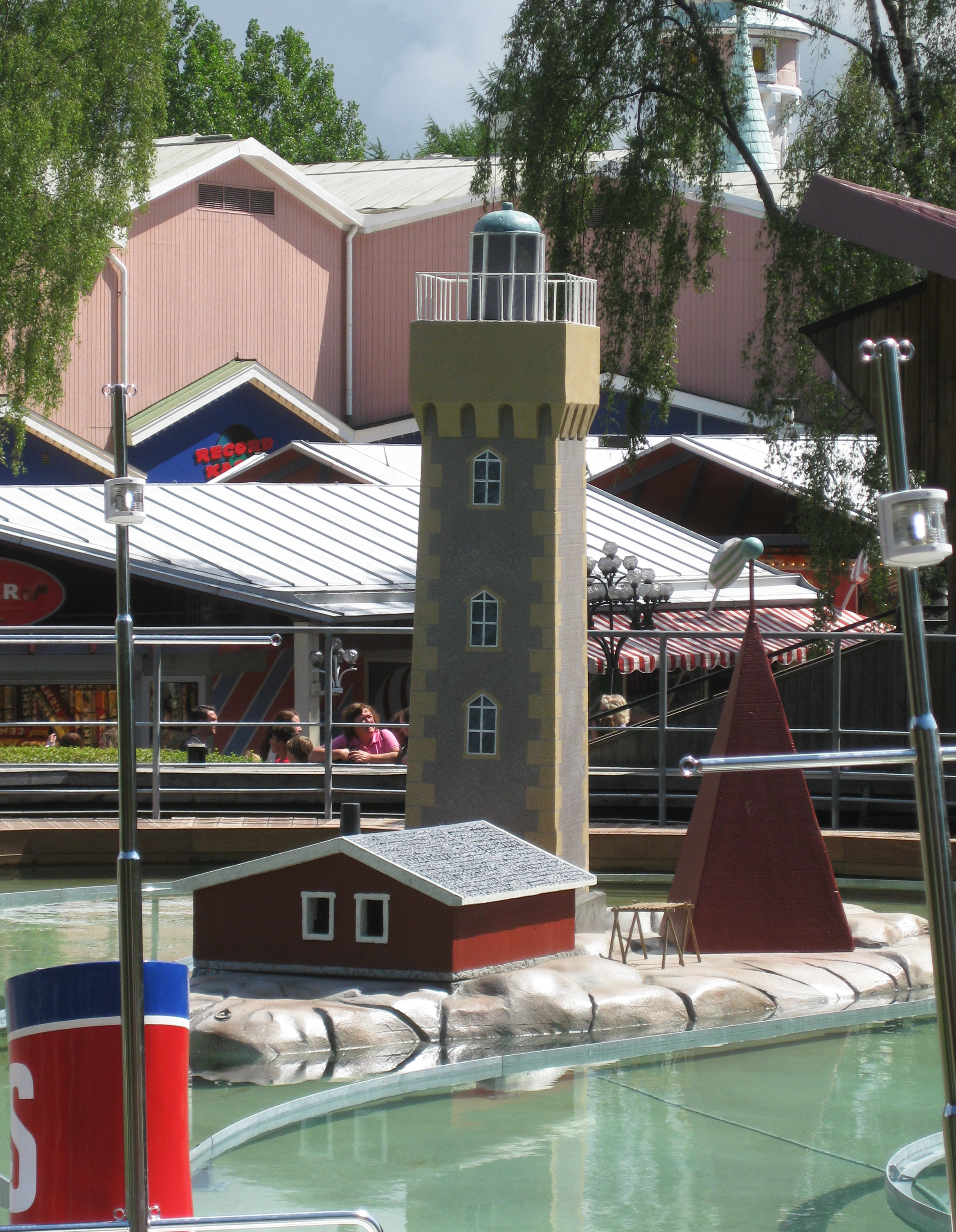
Modell av Vinga fyr
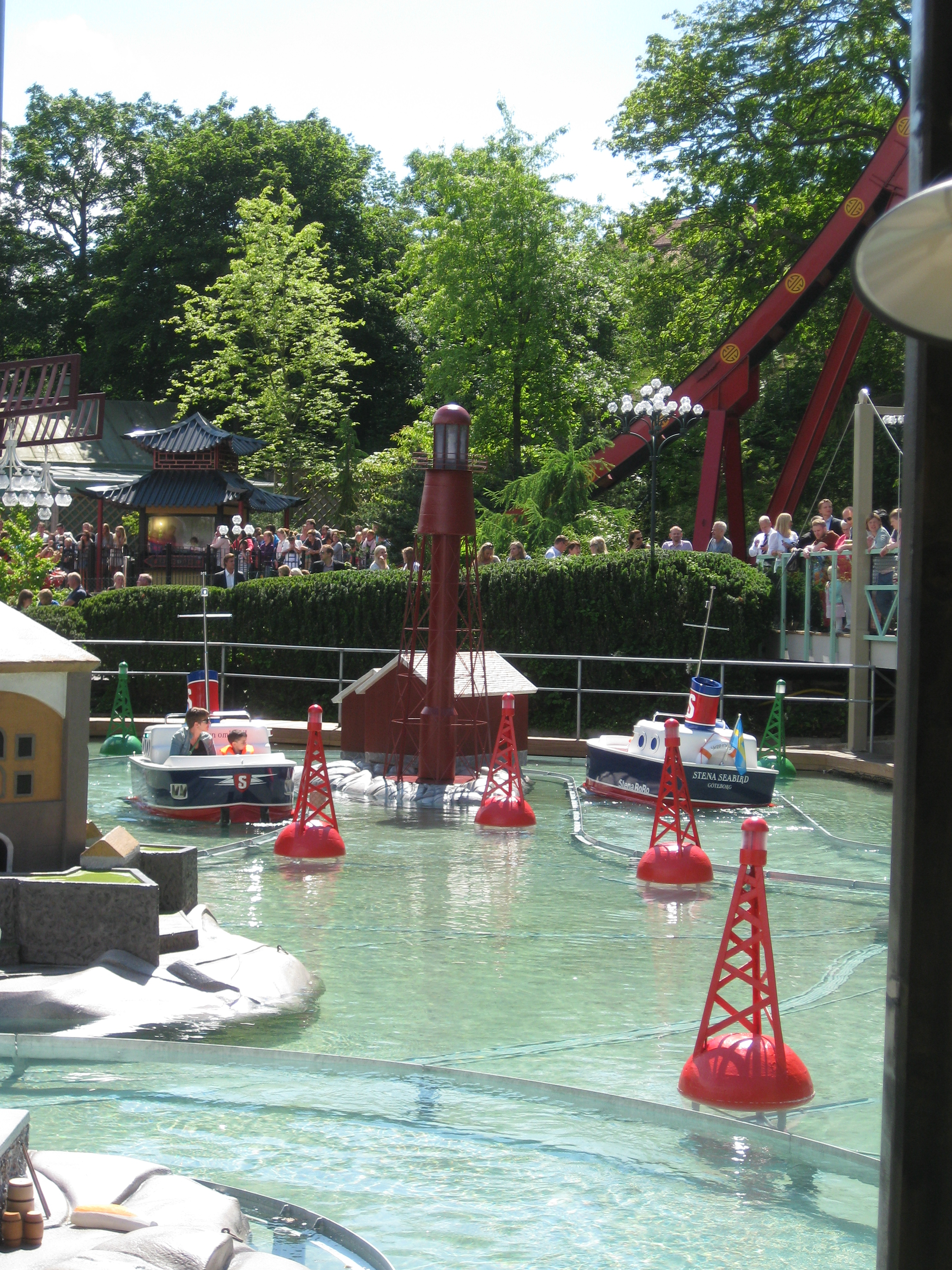
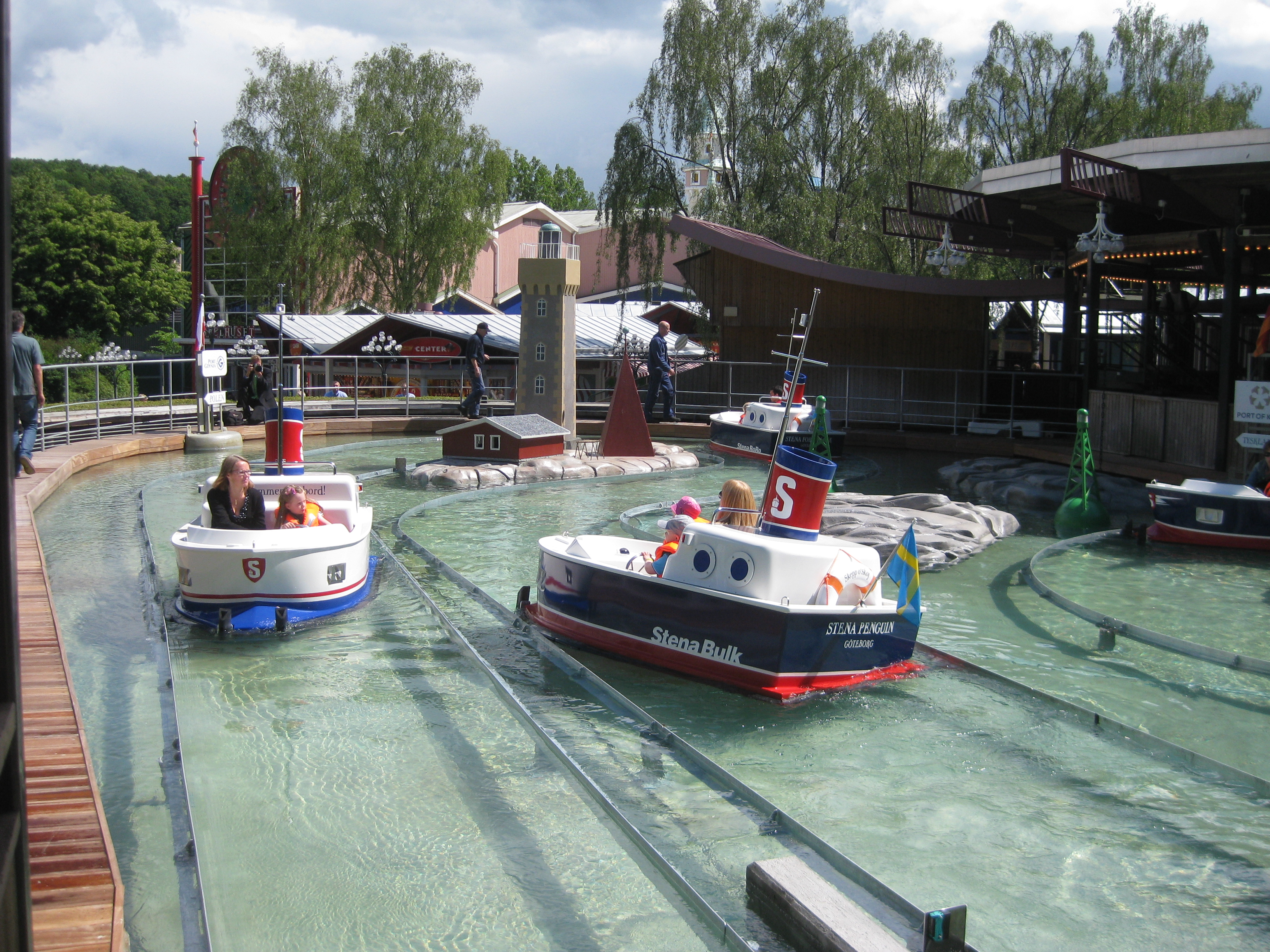
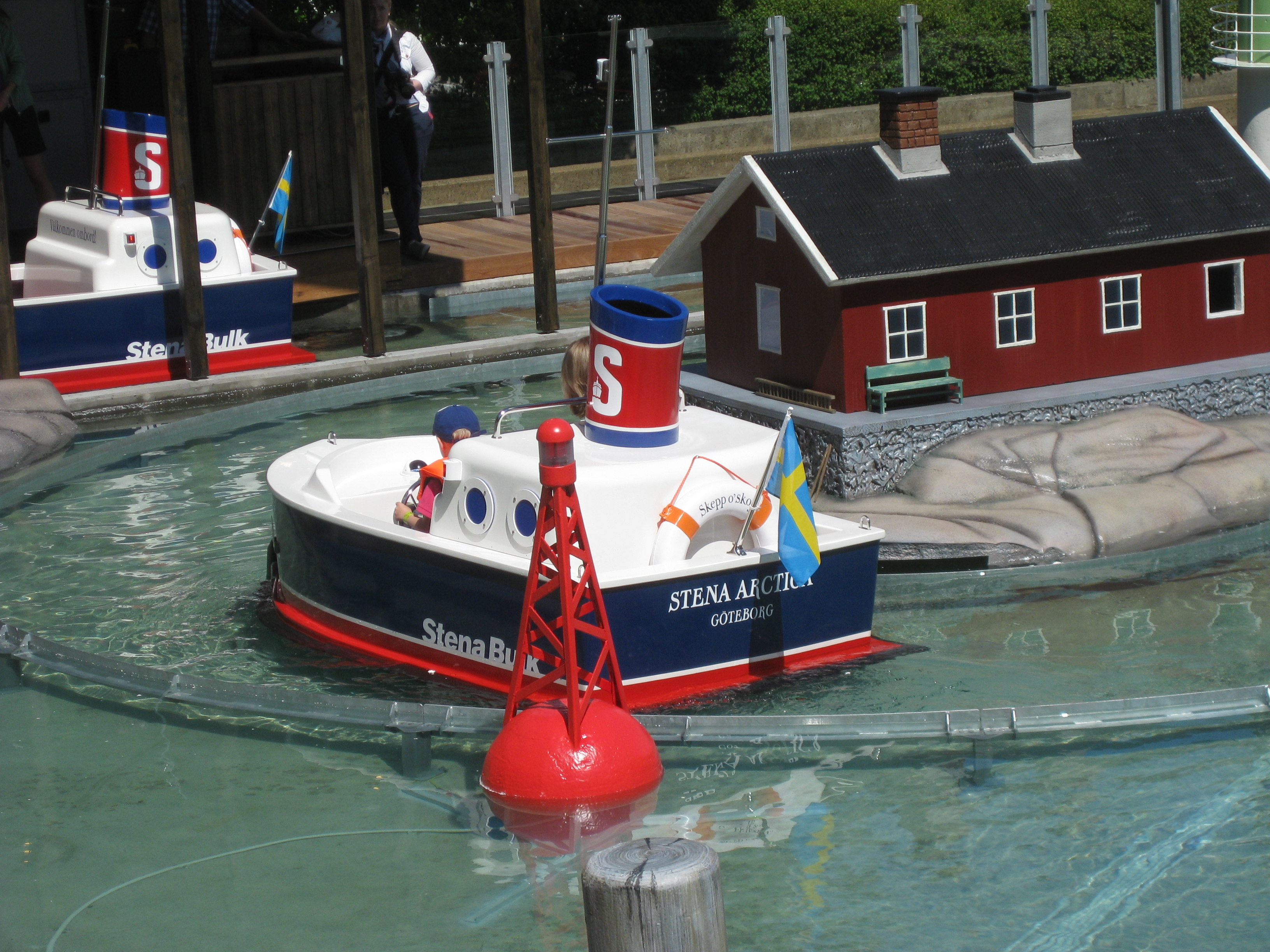